# سادوویه (شهرستان تامبوفسکی، استان آمور)
سادوویه (به لاتین: Sadovoye) یک منطقهٔ مسکونی در روسیه است که در استان آمور واقع شده‌است.